# Hruskie
Hruskie – wieś w Polsce położona w województwie podlaskim, w powiecie augustowskim, w gminie Sztabin.
Wieś Hruskie ulokowana jest na podmokłym wzniesieniu na skraju Puszczy Augustowskiej.
Wieś szlachecka położona była w końcu XVIII wieku w powiecie grodzieńskim województwa trockiego. 
Jej nazwa wywodzi się z sytuacji która miała miejsce właśnie w tym okresie. Mianowicie jak głosi legenda, w zamierzchłych czasach przez tereny, na których znajduje się obecna wieś przejeżdżał wraz ze swoją świtą pewien carski szlachcic. Podczas swojej eskapady teren po którym przyszło mu się poruszać okazał się dość ciężki i błotnisty, co praktycznie uniemożliwiało dalsze poruszanie. Wówczas ów szlachcic rzekł "hrusko", co oznacza grząsko. Nazwa wsi została zmieniona po odzyskaniu przez Polskę niepodległości po zakończeniu I wojny światowej, wówczas przyjęła nazwę "Gruszki". Po II wojnie światowej wieś ponownie wróciła do swojej pierwotnej nazwy, czyli "Hruskie".
Podczas II wojny światowej mieszkańcy wsi w obawie przed wojskami niemieckimi ukrywali się na terenach pobliskich bagien. Niemcy z racji, iż bali się tak podmokłego terenu i nie chcieli ryzykować utraty żołnierzy zrezygnowali z poszukiwań lokalnej ludności. Po wojnie na pamiątkę tamtych wydarzeń, mieszkańcy wsi ustawili krzyż w miejscu ukrywania się przed armią niemiecką.
W latach 1975–1998 miejscowość administracyjnie należała do województwa suwalskiego.